# Alfredo Rafael Sosa
Alfredo Rafael Sosa (San Fernando del Valle de Catamarca, 7 maggio 1988) è un ex calciatore argentino, di ruolo centrocampista.

## Carriera

### Club
Il 1º luglio 2009 viene ingaggiato dalla Dinamo Tirana ed alla sua prima stagione in Albania vince il campionato.

## Statistiche

### Presenze e reti nei club
Statistiche aggiornate al 17 maggio 2015.
| Stagione                 | Squadra                  | Campionato               | Campionato | Campionato | Coppe nazionali | Coppe nazionali | Coppe nazionali | Coppe continentali | Coppe continentali | Coppe continentali | Altre coppe | Altre coppe | Altre coppe | Totale | Totale |
| Stagione                 | Squadra                  | Comp                     | Pres       | Reti       | Comp            | Pres            | Reti            | Comp               | Pres               | Reti               | Comp        | Pres        | Reti        | Pres   | Reti   |
| ------------------------ | ------------------------ | ------------------------ | ---------- | ---------- | --------------- | --------------- | --------------- | ------------------ | ------------------ | ------------------ | ----------- | ----------- | ----------- | ------ | ------ |
| 2009-2010                | Dinamo Tirana            | KS                       | 27         | 6          | CA              | 3               | 1               | UEL                | 1                  | 0                  | -           | -           | -           | 31     | 7      |
| lug. 2010                | Dinamo Tirana            | KS                       | 0          | 0          | CA              | 0               | 0               | UCL                | 2                  | 0                  | SA          | 1           | 0           | 3      | 0      |
| Totale Dinamo Tirana     | Totale Dinamo Tirana     | Totale Dinamo Tirana     | 27         | 6          |                 | 3               | 1               |                    | 3                  | 0                  |             | 1           | 0           | 34     | 7      |
| 2010-2011                | Skënderbeu               | KS                       | 29         | 13         | CA              | 4               | 1               | -                  | -                  | -                  | -           | -           | -           | 33     | 14     |
| 2011-mar. 2012           | Sheriff Tiraspol         | DN                       | 10         | 2          | CM              | 0               | 0               | UEL                | 2                  | 0                  | -           | -           | -           | 12     | 2      |
| mar.-giu. 2012           | Flamurtari Valona        | KS                       | 0          | 0          | CA              | 0               | 0               | -                  | -                  | -                  | -           | -           | -           | 0      | 0      |
| 2012-2013                | Flamurtari Valona        | KS                       | 14         | 1          | CA              | 6               | 0               | UEL                | 2                  | 0                  | -           | -           | -           | 22     | 1      |
| Totale Flamurtari Valona | Totale Flamurtari Valona | Totale Flamurtari Valona | 14         | 1          |                 | 6               | 0               |                    | 2                  | 0                  |             | -           | -           | 22     | 1      |
| gen.-giu. 2015           | Laçi                     | KS                       | 10         | 0          | CA              | 2               | 0               | UEL                | -                  | -                  | -           | -           | -           | 12     | 0      |
| Totale carriera          | Totale carriera          | Totale carriera          | 90         | 22         |                 | 15              | 2               |                    | 7                  | 0                  |             | 1           | 0           | 113    | 24     |

## Palmarès

### Club

#### Competizioni nazionali
- Campionato albanese: 2

Dinamo Tirana: 2009-2010
Skënderbeu: 2010-2011
- Coppa d'Albania: 1

Laçi: 2014-2015